# Bestia Oscura
La Bestia Oscura (Henry McCoy), a veces conocida como La Bestia Negra, es un supervillano ficticio que aparece en los cómics estadounidenses publicados por Marvel Comics. El personaje es la versión alternativa del doble malvado de la Bestia.
En la realidad de Era de Apocalipsis, McCoy era un científico loco que implementó crueles experimentos bajo el tirano Apocalipsis. Fue uno de los pocos personajes que escaparon de la realidad de Era de Apocalipsis al habitual Universo Marvel, donde ha continuado con sus experimentos poco éticos.

## Historial de publicación
Apareció por primera vez en X-Men: Alpha y fue creado por Scott Lobdell y Roger Cruz.

## Biografía ficticia

### Era de Apocalipsis
En la dimensión alternativa conocida como la Era de Apocalipsis, Hank McCoy era un científico loco trabajando para Mr. Siniestro en los "corrales de reproducción", con la intención de crear mutantes más poderosos según la ley de Apocalipsis de la "supervivencia del más apto". Sin embargo, mientras Siniestro era metódico y racional en sus experimentos, McCoy (tan despiadado como su mentor) sádicamente se deleitaba causando dolor a sus sujetos de laboratorio y en la crueldad de sus experimentos, por lo que fue apodado "la Bestia", tanto por los reclusos, como por el "Factor-X", la fuerza de élite de Siniestro. McCoy también experimentó sobre sí mismo con el fin de fomentar su mutación, y ganó su aspecto bestial simiesco. Cualquier mutante que él juzgaba indigno, se convertía en un componente de un "guiso genético" que se utilizó para crear el ejército de infinitos de Apocalipsis.
Además de ser uno de los creadores de los infinitos, la Bestia Oscura también experimentó con Blink, Jamie Madrox. También ayudó en parte a la creación de Holocausto.

### Tierra 616
Al final de la Era de Apocalipsis, la Bestia Oscura fue capaz de escapar a la Tierra-616 (la continuidad regular del Universo Marvel),a través del Cristal M'Kraan. Se creyó que había muerto debido a que el Quicksilver de aquella realidad, interfirió en su trayectoria de ajuste. Sin embargo, el único daño fue que sufrió, fue llegar veinte años en el pasado en los túneles Morlock. La Bestia Oscura fue responsable de la creación de los Morlocks. Las características de la experimentación fueron reconocidas posteriormente por el mr. Siniestro de la realidad regular, como un uso no autorizado de sus propias teorías, que lo llevó a ordenar la eliminación de los Morlocks.

### Infiltración en los X-Men
La Bestia Oscura más tarde secuestró al real Bestia y lo mantuvo preso detrás de una pared de ladrillo. Se infiltró en los X-Men en su lugar mediante la alteración de su apariencia para que coincidiera con el color verdadero de Bestia, aunque de vez en cuando se encuentra en riesgo de ser descubiertos debido a que Hank posee una gama más amplia de conocimientos que él. Él ayudó a mantener el engaño matando a muchos de los amigos de la infancia de Hank y maestros, a pesar de que se vio incapaz de matar a los padres de Hank. La Bestia Oscura fue capaz de mantener su engaño hasta la saga de Onslaught, durante el cual la Bestia Oscura se unió a Onslaught. Onslaught había, de hecho, conocido desde el principio del ardid de Bestia Oscura y mentalmente lo protegía de otros telépatas en la Mansión X, con la intención de interrogarlo acerca de su realidad de su origen. Más tarde, el real Bestia fue encontrado por X-Factor y Bestia Oscura fue derrotado.

### Gene Nation
Bestia Oscura también tuvo algunos encontronazos con la Generación X y la Gene Nation. Más tarde, también dirigió una encarnación de la Hermandad de mutantes diabólicos.
Justo antes de la Dinastía de M, la Bestia Oscura estaba en Genosha, donde se unió al equipo de Charles Xavier después de haberle sido ofrecida la libertad condicional. El conservó sus poderes tras el Día-M

### Especies en peligro
Bestia Oscura finalmente se enfrenta a su contraparte en Neverland, el campo de exterminio creado por el Proyecto Arma X, para ofrecer sus servicios en relación con la búsqueda de una cura para el Día-M. Los dos forman una alianza incómoda para hacer frente a la inminente extinción mutante, pero deciden separarse debido a sus planteamientos morales radicalmente diferentes a la ciencia. Durante un viaje a la casa de la familia Guthrie, la Bestia Oscura (sin aviso a su contraparte) envenenó a uno de los niños no-mutantes Guthrie, Lewis, en un experimento científico rápido. Sorprendido y furioso con sus acciones, Hank ataca a la Bestia Oscura que, disgustado con la incapacidad de Henry a hacer todo lo que sea necesario para salvar la especie mutante, lo golpea brutalmente. La pelea es interrumpida por la Sra. Guthrie, que dispara con una escopeta de dos cañones en el hombro izquierdo de Bestia Oscura.

### X-Men Oscuros
Durante la saga Dark Reign, Bestia Oscura aparece como miembro de los X-Men Oscuros reunidos por Norman Osborn. El construye un dispositivo conocido como la "Máquina Omega" para experimentar con mutantes en Alcatraz y comienza sus pruebas en Bestia. Más tarde, también secuestra a Mindee, una de las Stepford Cuckoos. Sin embargo, descubre que la captura Mindee fue hecha para permitirle a Fuerza-X seguirlo hasta su base. Bestia Oscura es atacado y apuñalado varias veces tanto por Wolverine, como por Warpath.
Bestia Oscura se recuperó rápidamente de las heridas sufridas a manos de Wolverine y Warpath y fue enviado por Norman Osborn, así como Mimic, Omega Weapon y Mystique, bajo forma de Jean Grey, para investigar un pequeño pueblo. Al investigar, tanto Mimic, como Omega se ven abrumados por algún tipo de energías y dejan a Mystique y la Bestia Oscura solo con un paciente que estaban examinando. Poco después, las energías toman una forma humanoide y resultan ser Nate Grey, más conocido como X-Man.
Bestia Oscura vuelve a los túneles Morlock después de la caída de Norman Osborn. Él fue capaz de capturar a Lizard y comenzó a desarrollar un método para crear reptiles humanoides. Bestia Oscura había sido secuestrado a varias víctimas, hasta los X-Men y Spider-Man encontraron su base. Bestia Oscura es puesto bajo custodia.

### Regreso a la Era de Apocalipsis
Mientras se transporta, Bestia Oscura es abordado por Fuerza-X, que quería ayuda de McCoy para encontrar una cura para Arcángel. El los lleva hasta la Era de Apocalipsis.
Llegaron diez años después de que los X-Men había derrotado a Mr. Siniestro, sin embargo, parece que los X-Men aún se enfrentan a enormes desafíos en este entorno hostil. Bestia Oscura los traiciona y deja varados en aquella realidad.
Después, Bestia Oscura ha asumido el mando del Clan Akkaba de la Tierra 616 y es trasladado fuera del planeta junto a Ozymandias, Sugar Man y los Jinetes de Apocalipsis. Juntos planean volver a la Era de Apocalipsis para crear un ejército de mutantes.

## Poderes
La Bestia Oscura tiene las mismas habilidades e inteligencia sobrehumanas que el original Bestia antes de someterse a su reciente mutación felina. Sin embargo, la Bestia Oscura no era físicamente tan poderoso como su colega, ya que no se entrenó de manera regular, además de ser cronológicamente veinte años mayor.

## En otros medios

### Videojuegos
- En el juego X-Men Legends II: Rise of Apocalypse, Bestia Oscura aparece como una Bestia con el cerebro lavado que se cree un seguidor de Mr. Siniestro y Apocalipsis. Él lucha contra el jugador como un jefe junto con Mr. Siniestro. La causa de las acciones de Bestia fueron las drogas creadas por Mr. Siniestro. Después de curarse, Bestia comienza a sentirse culpable por sus acciones. Bestia Oscura tiene un diálogo especial con Tormenta.
- Bestia Oscura aparece como un uniforme alternativo de Era de Apocalipsis para Bestia en Marvel Future Fight.